# Mladá Boleslav (distrikt)
Mladá Boleslav (tjeckiska: Okres Mladá Boleslav) är ett distrikt i Mellersta Böhmen i Tjeckien. Centralort är Mladá Boleslav.

## Komplett lista över städer och byar
(städer, köpstäder och byar)
- Bakov nad Jizerou
- Bělá pod Bezdězem
- Benátky nad Jizerou
- Bezno
- Bílá Hlína
- Bítouchov
- Boreč
- Boseň
- Bradlec
- Branžež
- Brodce
- Březina
- Březno
- Březovice
- Bukovno
- Ctiměřice
- Čachovice
- Čistá
- Dalovice
- Dlouhá Lhota
- Dobrovice
- Dobšín
- Dolní Bousov
- Dolní Krupá
- Dolní Slivno
- Dolní Stakory
- Domousnice
- Doubravička
- Horky nad Jizerou
- Horní Bukovina
- Horní Slivno
- Hrdlořezy
- Hrušov
- Husí Lhota
- Charvatce
- Chocnějovice
- Chotětov
- Chudíř
- Jabkenice
- Jivina
- Jizerní Vtelno
- Josefův Důl
- Katusice
- Klášter Hradiště nad Jizerou
- Kluky
- Kněžmost
- Kobylnice
- Kochánky
- Kolomuty
- Koryta
- Kosmonosy
- Kosořice
- Košátky
- Kováň
- Kovanec
- Krásná Ves
- Krnsko
- Kropáčova Vrutice
- Ledce
- Lhotky
- Lipník
- Loukov
- Loukovec
- Luštěnice
- Mečeříž
- Mladá Boleslav
- Mnichovo Hradiště
- Mohelnice nad Jizerou
- Mukařov
- Němčice
- Nemyslovice
- Nepřevázka
- Neveklovice
- Niměřice
- Nová Telib
- Nová Ves u Bakova
- Obrubce
- Obruby
- Pěčice
- Pětikozly
- Petkovy
- Písková Lhota
- Plazy
- Plužná
- Prodašice
- Předměřice nad Jizerou
- Přepeře
- Ptýrov
- Rabakov
- Rohatsko
- Rokytá
- Rokytovec
- Řepov
- Řitonice
- Sedlec
- Semčice
- Sezemice
- Skalsko
- Skorkov
- Smilovice
- Sojovice
- Sovínky
- Strašnov
- Strážiště
- Strenice
- Sudoměř
- Sukorady
- Tuřice
- Ujkovice
- Velké Všelisy
- Veselice
- Vinařice
- Vinec
- Vlkava
- Vrátno
- Všejany
- Zdětín
- Žďár
- Žerčice
- Židněves